# 新尾道大橋

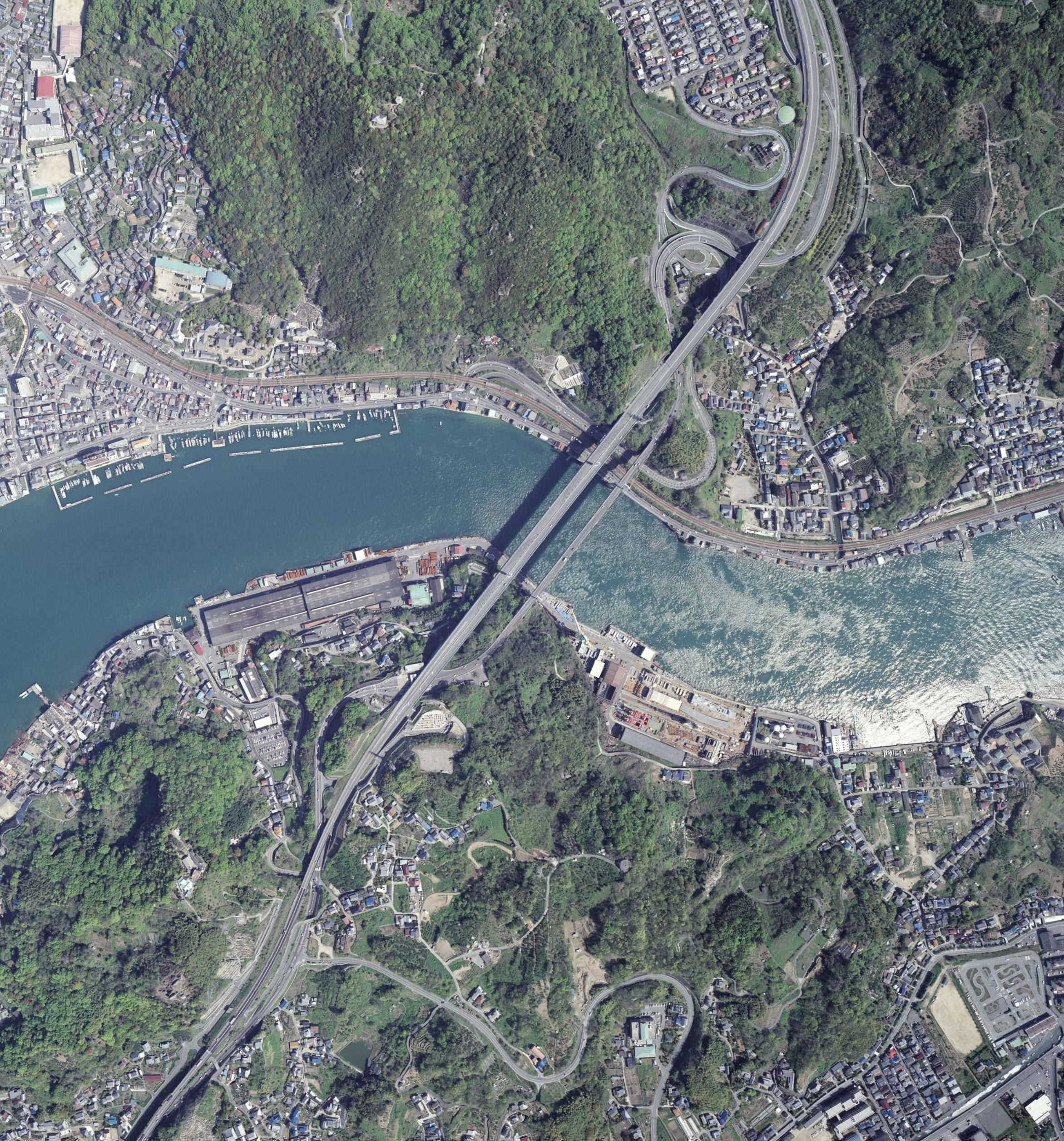
2010年。

新尾道大橋（しんおのみちおおはし）は、広島県尾道市にある道路橋。瀬戸内海に浮かぶ向島と本州を結ぶ西瀬戸自動車道「しまなみ海道」を構成する自動車専用橋梁である。

## 概要
1999年（平成11年）5月供用開始。本州四国連絡橋尾道・今治ルートの本州側起点にある橋である。この橋の東側55 m（メートル）地点に並列して尾道大橋があり、ともに斜張橋である。
しまなみ海道は、他の本州四国連絡道路と違い「瀬戸内海横断自転車道」として自転車歩行者道が整備されているが、尾道水道では2013年まで有料道路だった尾道大橋には一般道路として歩道が整備されているのに対し、新尾道大橋はそれがない自動車専用道路である。ただ尾道大橋の歩道幅員が狭いため、歩行者や自転車および原動機付自転車の渡海には橋を利用せず尾道渡船などの渡船の利用が勧められている。
国道2号の尾道大橋入口から新尾道大橋に進入することはできない。そのため、国道2号線からしまなみ海道への案内標識は尾道大橋を渡った先の「3 向島」になっている。

## 構造

### 諸元
- 路線名 : 国道317号バイパス（西瀬戸自動車道）
- 橋長 : 549.0 m[1]
- 最大支間長 : 215.0 m[1]
- 幅員 : 車道14.0 m[1]
- 航路限界 : 34.0 m[1]
- 上部工形式 : 5径間連続鋼箱桁斜張橋[1]
  - 主塔高 : 78.3 m[1]

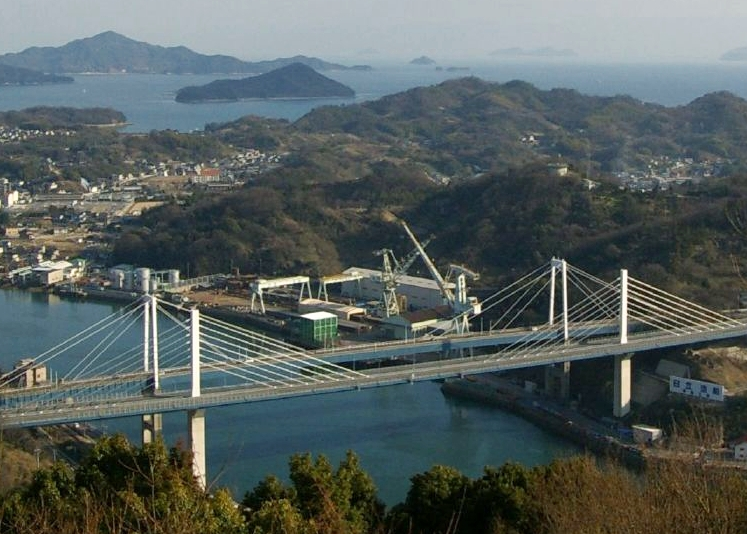
新尾道大橋（手前）と尾道大橋
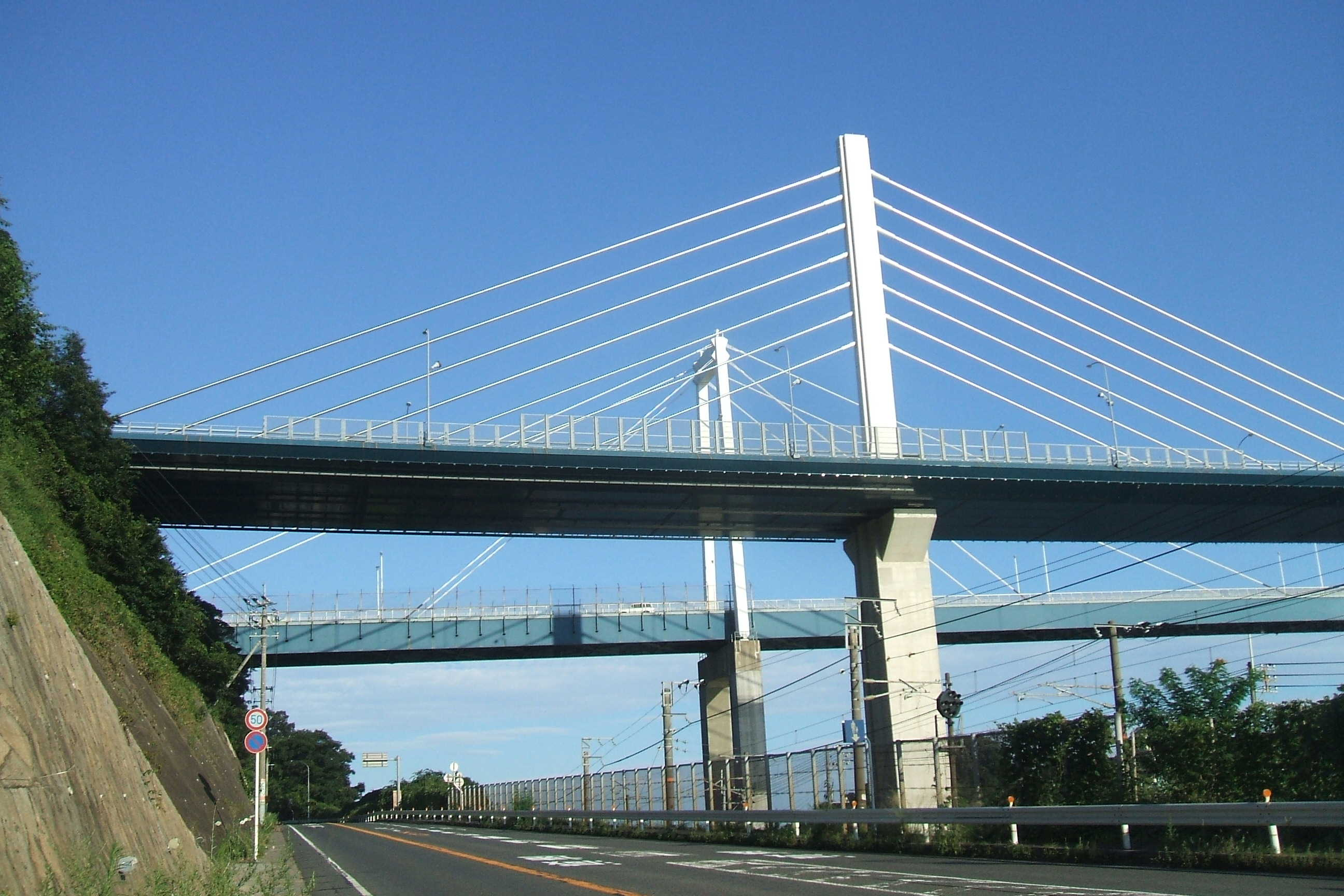
新尾道大橋（手前）と尾道大橋の主塔と橋脚

### 特徴
本州四国連絡道路が計画された当初は尾道大橋のみでその役割を担うものと考えられたが、西瀬戸自動車道の正式事業整備に伴い将来的な交通量増大が懸念されたことから、尾道大橋を地元住民が使う地域の道とし新しい橋で広域交通を担うものとして役割分担する計画が立てられた。
そこで、尾道大橋に平行する形で計画されたのがこの新尾道大橋である。新たな橋が尾道のシンボルとなった尾道大橋との「調和」とランドマークとしての「創造」をテーマに橋梁形式を検討された。ただ2橋は幅員に違いがあるため完全に同じ橋とすることが出来ず、似た斜張橋とするか、エクストラドーズド橋・フィンバック橋・鋼箱桁橋の全く違う形式の橋とするかで検討された。総合的に評価した結果似た斜張橋である「1本塔柱斜張橋1面吊り7本ハープ」に決まり、更に2橋の支間割・塔頂高さ・塗装色を揃えることになった。更に尾道大橋と近接していることから耐風安定性のため工夫されており、例えば主塔断面形状やへん平六角形の桁はそこから決定したもので、道路縦断線形は片勾配や支間中央が高い拝み勾配ではなく支間中央に向かってV字状に下がる勾配と珍しい構造をしている。
新しい技術として、箱桁内部の塗装をせず空気を循環させることにより除湿し防錆するシステムを試験的ではあるが国内で初めて導入した橋である。

## 参考資料
- 本州四国連絡橋の紹介 - 本州四国連絡高速道路
- 新尾道大橋 - ひろしま観光ナビ

## 外部サイト
- JB本四高速 - 本州四国連絡高速道路（公式サイト）
  - しまなみ海道の橋　新尾道大橋